# 叶柄香茶菜
叶柄香茶菜（学名：Isodon phyllopodus）也称柄叶香茶菜，为唇形科香茶菜属下的一个种。